# Nodo (matematica)

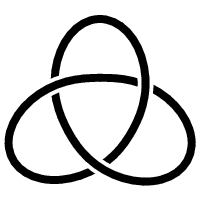
Il nodo a trifoglio.

In matematica, e più precisamente in topologia, un nodo è una curva semplice chiusa nello spazio tridimensionale. Questo oggetto matematico modellizza un nodo di corda molto fine, i cui estremi sono stati incollati.
Per evitare patologie, il nodo è generalmente supposto una curva differenziabile. Due nodi sono ritenuti equivalenti se sono collegati da una isotopia. L'isotopia è un movimento continuo del nodo che (a differenza dell'omotopia) richiede che il nodo "resti tale" ad ogni istante, e quindi realizza l'idea fisica di nodo nello spazio, che non può "essere sciolto" senza essere tagliato e reincollato.
La branca della topologia che studia i nodi è la teoria dei nodi. Tale teoria ha applicazioni in fisica, chimica e biologia.

## Definizione
Benché intuitiva, la definizione matematica di nodo presenta delle piccole sottigliezze. Si possono scegliere essenzialmente due strade, che risultano essere equivalenti. La prima è la seguente.
Un nodo è una linea spezzata chiusa senza autointersezioni nello spazio. Due nodi sono equivalenti se possono essere ottenuti l'uno dall'altro tramite delle mosse elementari. Una mossa elementare consiste nel sostituire un lato della spezzata con due segmenti, in modo che i tre segmenti formino un triangolo la cui parte interna è disgiunta dal nodo.
Questa definizione ha un carattere combinatorio e poliedrale. La seguente fa invece uso del calcolo infinitesimale.
Un nodo è una varietà differenziabile connessa di dimensione 1 nello spazio. Due nodi sono equivalenti se esiste una isotopia differenziabile che li collega.

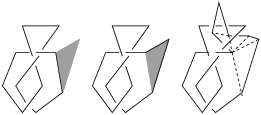
Due nodi, rappresentati come spezzate chiuse, sono equivalenti se possono essere ottenuti l'uno dall'altro usando dei triangoli come in figura.

Una strada che non può essere seguita è quella di definire un nodo semplicemente come l'immagine di una funzione continua dalla circonferenza nello spazio, e considerare due nodi equivalenti se sono collegati tramite isotopia. Con questa definizione, tutti i nodi sarebbero equivalenti! È quindi necessario, per ottenere una teoria interessante, usare linee spezzate o curve (e isotopie) differenziabili.

## Sfera e spazio tridimensionali
Per vari motivi, i matematici preferiscono considerare il nodo immerso dentro la ipersfera tridimensionale, ottenuta semplicemente aggiungendo il "punto all'infinito" all'ordinario spazio tridimensionale euclideo. Questa operazione di "aggiunta di un punto all'infinito" corrisponde ad una generalizzazione della proiezione stereografica in dimensione arbitraria, ed è un caso particolare della compattificazione di Alexandrov. Come suggerito da questa dicitura, questo tipo di operazione ha il vantaggio di rendere lo spazio ambiente compatto con la semplice aggiunta di un punto.
Per molte considerazioni la presenza o meno di questo punto all'infinito non ha comunque nessun effetto nel problema. Ad esempio, non modifica la definizione di nodo, né l'equivalenza fra questi (poiché ogni isotopia può essere supposta "evitare" il punto all'infinito).

## Diagrammi e classificazione

Il nodo banale è quello sciolto.

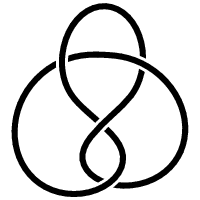
Il nodo a otto è il secondo nodo per numero di incroci, dopo il nodo trifoglio.

Un nodo è solitamente descritto tramite un diagramma, cioè un disegno nel piano con alcuni incroci. Ovviamente, è importante specificare per ciascun incrocio quale delle due strisce è quella che "passa sopra".
Lo stesso nodo è descrivibile tramite una infinità di diagrammi diversi. Il numero di incroci necessari per descrivere un nodo è una misura usata per descriverne la complessità: tabelle di nodi con numero crescente di incroci sono comparse fin dalla fine del XIX secolo. Un problema fondamentale in queste tabulazioni è il seguente: quando due diagrammi identificano lo stesso nodo?
La teoria dei nodi si è occupata di questo problema per molto tempo, e si può dire che ancora adesso non vi è una risposta soddisfacente, cioè non vi è ancora un algoritmo rapido che risponda brevemente a questa domanda.

## Generalizzazioni
Un nodo può essere descritto come una mappa
{\displaystyle S^{1}\to S^{3}\,\!}
dalla circonferenza {\displaystyle S^{1}} (cioè una sfera 1-dimensionale) nella sfera 3-dimensionale {\displaystyle S^{3}}. Più in generale, un nodo {\displaystyle k}-dimensionale è una funzione
{\displaystyle S^{k}\to S^{k+2}.\,\!}
Come nel caso unidimensionale, si suppone generalmente che la funzione sia differenziabile e si considerano equivalenti due nodi che siano collegati tramite un'isotopia.